# 飯屋
飯屋（めしや）とは、簡単な飯料理と惣菜による食事を提供するお店のこと。

## 概要
1630年代に京都などで飯を丼などに盛り切りにして提供する一膳飯屋が登場した。1657年の明暦の大火後、江戸の浅草にあった茶店が「奈良茶漬飯」と称して、奈良名産の茶飯（奈良茶飯）に豆腐汁、煮しめ、煮豆などを付けて売り出し、茶漬飯屋と呼ばれた。続いて、1660年代に入ると蕎麦切りを提供する店が登場し、これをけんどん蕎麦切りと称した。なお、「けんどん（慳貪・倹飩・見頓）」という言葉には諸説があり、19世紀には山崎美成と曲亭馬琴がその語源を巡って論争を繰り広げた（「けんどん争い」）。18世紀後半になると、高級な料理茶屋に対比する形で、庶民向けの飯屋が位置づけられ、江戸・京都・大坂をはじめ各地に広まっていった。
明治維新からしばらく経った1890年代になると日常的に自宅以外で食事をする必要があった各種勤労者や学生のための飯屋が誕生し、こうした店を指して一膳飯屋と呼ぶようになった。さらに貧困層のための残飯屋も登場した。1910年代から1920年代にかけて、一膳飯屋、簡易食堂、大衆食堂などの総称として飯屋と呼ぶようになり、外食産業のルーツとなった。